# (4873) Fukaya
(4873) Fukaya est un astéroïde de la ceinture principale.

## Description
(4873) Fukaya est un astéroïde de la ceinture principale. Il fut découvert le 4 mars 1990 à Dynic par Atsushi Sugie. Il présente une orbite caractérisée par un demi-grand axe de 3,02 UA, une excentricité de 0,09 et une inclinaison de 10,8° par rapport à l'écliptique.

## Compléments